# 塞萨尔 (阿威罗区)
塞萨尔（葡萄牙語：Cesar）是葡萄牙阿威罗区的一个堂区。总面积6.56平方公里，总人口3288人，人口密度501.2人/平方公里。